# Linum uninerve
Linum uninerve är en linväxtart som först beskrevs av Heinrich Gottlieb Ludwig Reichenbach, och fick sitt nu gällande namn av Jáv.. Linum uninerve ingår i släktet linsläktet, och familjen linväxter. Inga underarter finns listade i Catalogue of Life.